# Amrita

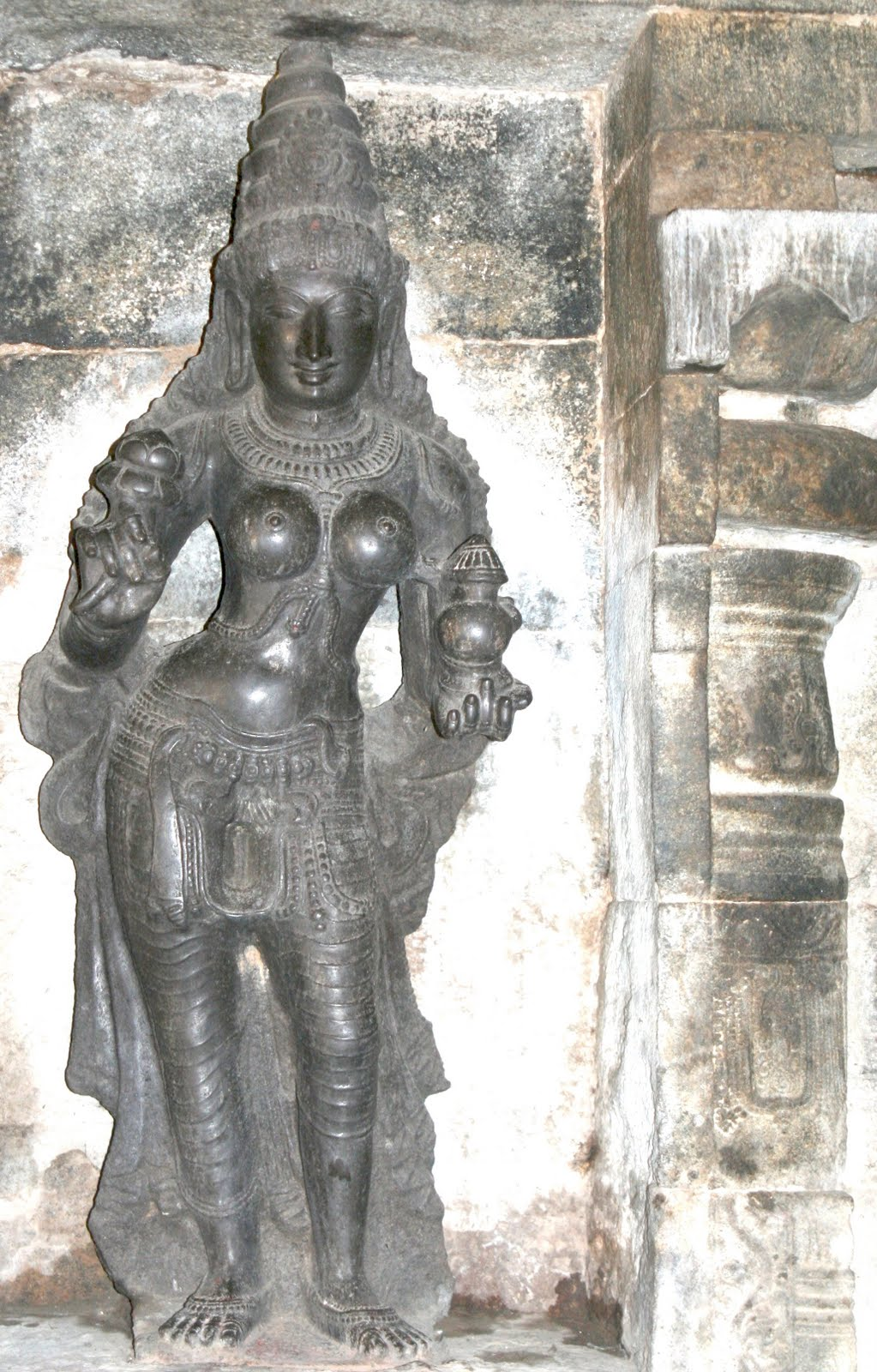
Mohini, a forma feminina de Vixnu, segurando o pote de amrita, que ela distribui entre todos os devas, deixando os asuras sem ele. Darasuram, Tâmil Nadu, Índia

Amrita (em sânscrito: अमृत, IAST: amṛta), Amrit ou Amata em páli (também chamado de Sudha, Amiy, Ami)  é uma palavra sânscrita que significa "imortalidade". É um conceito central nas religiões indianas e é frequentemente referido em textos indianos antigos como um elixir. Sua primeira ocorrência é no Rigueveda, onde é considerado um dos vários sinônimos para soma, a bebida dos devas. Amrita desempenha um papel significativo no Samudra Manthana, e é a causa do conflito entre devas e asuras competindo por amrita para obter a imortalidade.
Amrita tem significados variados em diferentes religiões indianas. A palavra Amrit também é um primeiro nome comum para siques e hindus, enquanto sua forma feminina é Amritā. Amrita é cognata e compartilha muitas semelhanças com ambrosia; ambos se originaram de uma fonte proto-indo-europeia comum.